# Köbi Kuhn
Jakob Kuhn (Zurique, 12 de outubro de 1943 – Zollikon, 26 de novembro de 2019) foi um treinador e futebolista suíço que atuava como meio-campo.

## Carreira
Jakob Kuhn fez parte do elenco da Seleção Suíça de Futebol, na Copa do Mundo de 1966.[carece de fontes?] Como treinador da seleção, dirigiu entre 2001-2008. Kuhn morreu aos 76 anos no dia 26 de novembro de 2019.

## Títulos
Zürich
- Campeonato Suíço: 1963, 1966, 1968, 1974, 1975, 1976
- Copa da Suíça: 1966, 1970, 1972, 1973, 1976

### Individual
- Jogador Suíço do Ano: 1976